# Conducto torácico

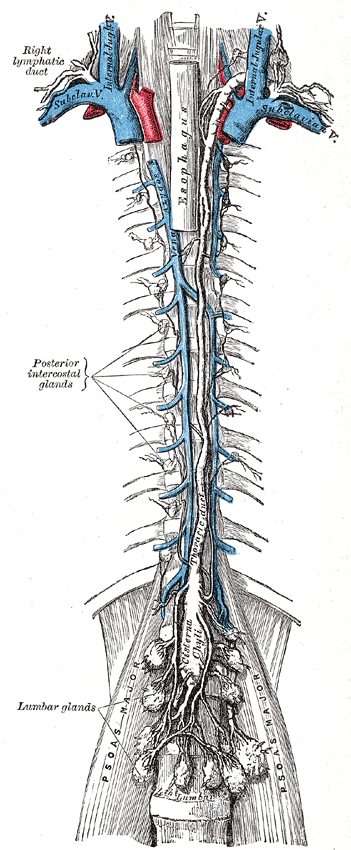
El conducto torácico y el conducto linfático derecho. (El conducto torácico es la línea blanca vertical del centro.).

En anatomía humana, el conducto torácico o ducto torácico (también conocido como conducto linfático izquierdo) es una parte importante del sistema linfático, de hecho es el vaso linfático más grande. También es conocido como conducto alimentario, conducto de Pecquet, conducto linfático izquierdo o canal de Van Hoorne's.
Este gran conducto recoge la mayor parte de la linfa del cuerpo, exceptuando el cuadrante superior derecho. Drena en la circulación sanguínea venosa unión de las venas subclavia izquierda y yugular interna izquierda o ángulo de Pirogoff.

## Localización
En adultos, el conducto torácico tiene una longitud de 38 a 45 cm y un diámetro de unos 5 mm de media. Generalmente empieza a nivel de la segunda vértebra lumbar y se extiende hasta la raíz del cuello.
Se origina en el abdomen en la confluencia del tronco lumbar derecho e izquierdo y del tronco intestinal, formando la llamada cisterna del quilo o Cisterna de Pecquet.
Atraviesa el diafragma a nivel de la apertura aórtica y asciende al mediastino posterior, entre la aorta torácica descendente (a su izquierda) y la vena ácigos (a su derecha).
Se extiende verticalmente en el pecho y curva hacia atrás de la arteria carótida izquierda y la vena yugular interna izquierda, a nivel C4 o C5) en la confluencia de las venas subclavia izquierda y yugular izquierda, es la confluencia yugulosubclavia o ángulo de Pirogoff.

## Volumen, mecanismo y dirección del flujo
En adultos, el conducto torácico transporta unos cuatro litros de linfa por día.
El transporte linfático en el conducto torácico es principalmente propulsado por la respiración, ayudado por la musculatura lisa del propio conducto y las válvulas internas que posee, y que evitan el flujo retrógrado de la linfa. 
Hay también dos válvulas en la unión del conducto torácico con la vena subclavia izquierda, para impedir que el flujo venoso se derive hacia el linfático.

## Significación clínica
Cuando el conducto torácico se bloquea, una gran cantidad de linfa puede acumularse en la cavidad pleural. Esta situación se denomina quilotórax.